# نوونا
نوونا (به انگلیسی: Novena) یک ناحیهٔ شهری در کشور سنگاپور است که در سرشماری سال ۲۰۱۰ میلادی، ۴۶٬۶۴۰ نفر جمعیت داشته‌است.